# Sassnitz
Sassnitz este un oraș situat în partea de nord-est a Germaniei, în landul Mecklenburg-Pomerania Inferioară, pe insula Rügen. Port la Marea Baltică. Importantă stațiune estivală și punct de acces spre Parcul Național Jasmund. Legat prin feribot cu Suedia, Danemarca, Rusia și statele baltice. Stație de cale ferată.